# Gudgeri
Gudgeri är en ort i Indien.   Den ligger i distriktet Dharwad och delstaten Karnataka, i den sydvästra delen av landet, 1 500 km söder om huvudstaden New Delhi. Gudgeri ligger 689 meter över havet och antalet invånare är 9 807.
Terrängen runt Gudgeri är huvudsakligen platt. Gudgeri ligger uppe på en höjd. Runt Gudgeri är det ganska tätbefolkat, med 239 invånare per kvadratkilometer. Närmaste större samhälle är Lakshmeshwar, 11,2 km öster om Gudgeri. Trakten runt Gudgeri består till största delen av jordbruksmark.